# Dual in-line package

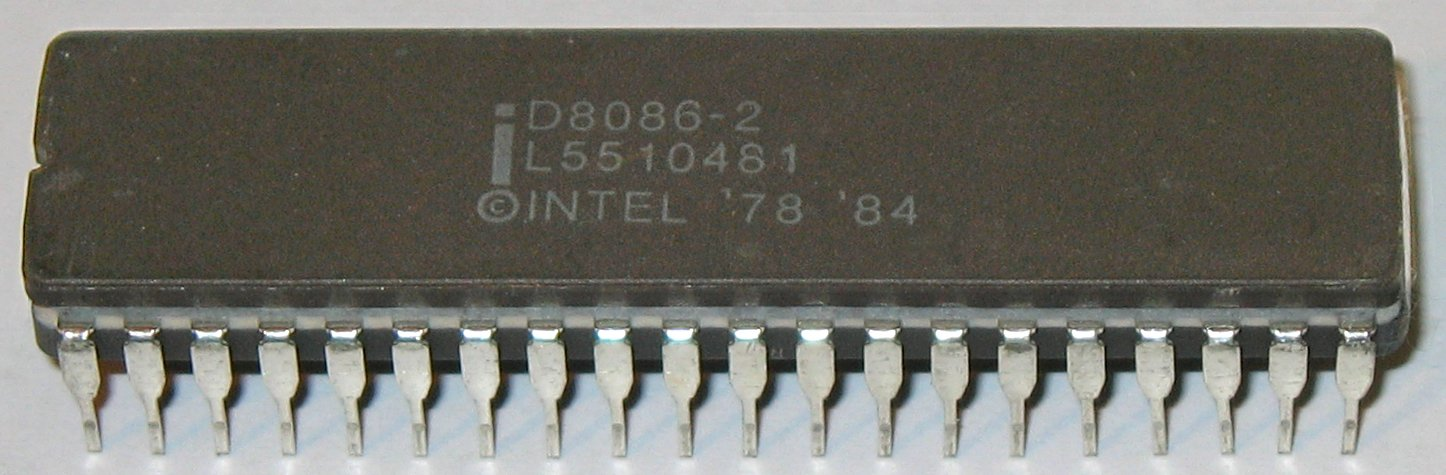
Mikroprocesor Intel 8086 v pouzdře DIP40.

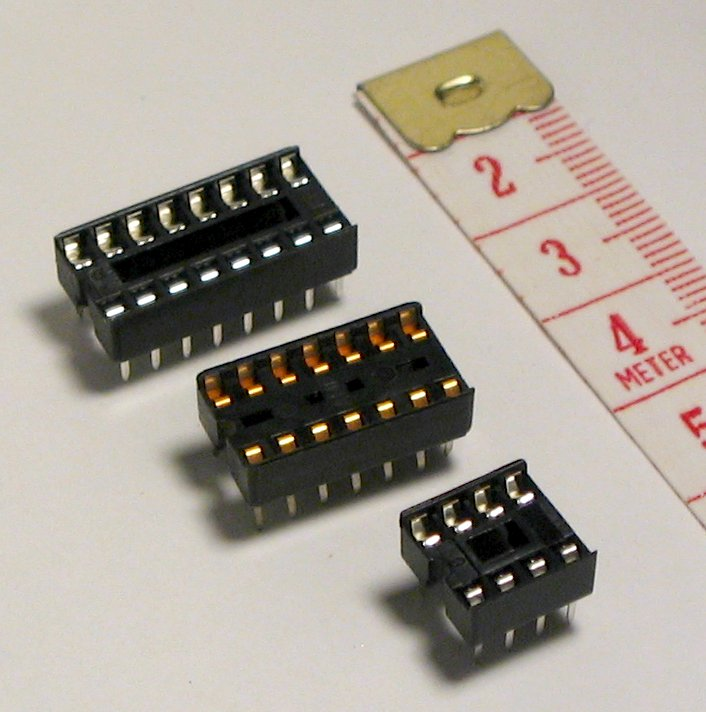
Patice DIP16, DIP14 a DIP8

Dual in-line package (DIP) je v elektronice typ pouzdra součástek se dvěma řadami vývodů neboli pinů, typický je u integrovaných obvodů. Rozteč pinů sloužících k osazení do otvorů plošného spoje je 2,54mm (tj. 0,1 palce), šířka ploché strany pinů je 0,6mm, výška 3mm.
Název je vždy tvořen ve formátu DIPx, kde x označuje celkový počet pinů. Například DIP8 označuje pouzdro s 2 × 4 piny. V současné době převažuje použití pouzder pro povrchovou montáž (SMD) prováděnou v sériové výrobě. Výhodou pouzder DIP je možnost manuálního pájení.
Jiný název pro tato pouzdra je Dual in-line (DIL). Někteří autoři[kdo?] uvádějí, že mají stejnou rozteč, ale kruhové piny.
Kromě integrovaných obvodů se tento standard používá např. i pro patice pro tyto obvody a pro uspořádání vývodů přepínačů nazývaných DIP přepínače.

## Použití
DIP tedy označuje standardizovanou rozteč a rozměry pinů používanou jak pro patice, tak pro součástky (integrované obvody, mikroprocesory, LCD a LED displeje). Například první procesor architektury x86 Intel 8086 používal pouzdro DIP40.

## Číslování vývodů

Číslování vývodů DIP/DIL při pohledu z opačné strany než kam směřují vývody.

Vývody pouzder DIP a DIL se při pohledu shora (z druhé strany než kam směřují vývody) číslují od značky na kratší straně pouzdra proti směru hodinových ručiček.
Některé součástky v pouzdře DIP nebo DIL nemusí mít vyvedené všechny piny. Může jít např. o zobrazovače LED číslic, nebo součástky, u kterých vývody ustoupily chladicím křidélkům. Zbývající vývody bývají číslované tak, jako kdyby součástka měla všechny vývody.

## Podobná pouzdra

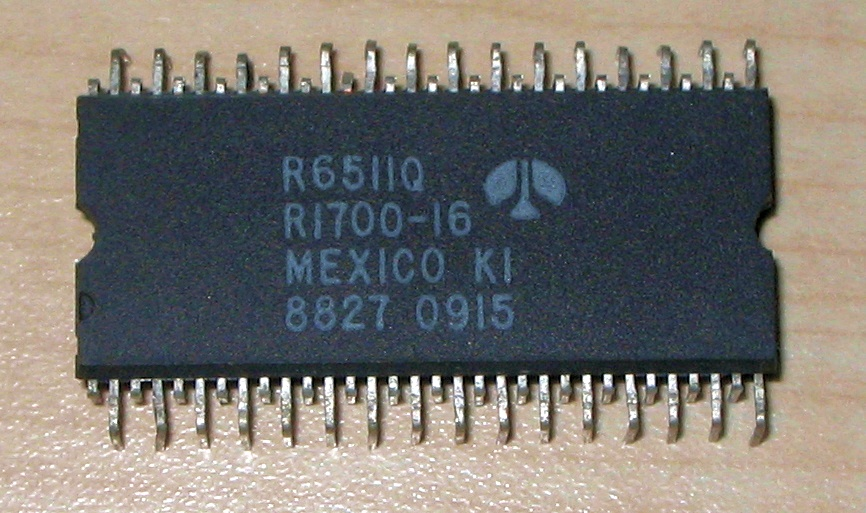
Mikroprocesor R6511 v pouzdře typu QIP

K poměrně často používaným pouzdrům patří SIP (Single in-line package), které má jednu řadu pinů (téměř nepoužívaný SIL má jednu řadu kruhových pinů). Pro součástky s velkým počtem vývodů se používají pouzdra QIP a QIL, jejichž vývody na dvou stranách pouzdra jsou díky různé délce vývodů uspořádány do čtyř řad.
Pouzdra mikroprocesorů mají často i stovky vývodů, umístěných do „matice“. Často o daném pouzdru hovoříme jako o „pouzdru socket ...“, podle patice pro kterou jsou určeny.